# Nguyen Thi Dinh
Madame Nguyen Thi Dinh (em vietnamita:  Nguyễn Thị Định; Luong Ho, 15 de março de 1920 – 26 de agosto de 1992) foi a primeira mulher general do Exército Popular do Vietnã durante a Guerra do Vietnã e a primeira vice-presidente feminina do Vietnã. Seu papel na guerra foi como vice-comandante da Frente de Libertação Nacional e foi descrita como "a mais importante revolucionária sulista na guerra". Além disso, ela era comandante de uma força exclusivamente feminina conhecida como Exército de Cabelos Longos, que se envolveu em espionagem e combate contra o ARVN e as forças americanas.

## Biografia
Nguyen Thi Dinh nasceu em uma família camponesa na província de Bến Tre e lutou com as forças do Viet Minh contra os franceses. Ela foi presa e encarcerada pela autoridade colonial francesa entre 1940 e 1943 e ajudou a liderar uma insurreição em Bến Tre em 1945, e novamente em 1960, então contra o governo de Ngô Đình Diệm. Nesse período, ela perdeu seu primeiro marido enquanto estava encarcerada pelas autoridades francesas. Ela foi membro fundadora da Frente de Libertação Nacional (FLN), o Viet Cong. Em 1965, foi eleita presidente da Associação de Libertação das Mulheres do Vietnã do Sul, o qual recebeu o nome de "guerreiras de cabelos compridos" de Ho Chi Minh. Uma parte dos membros da Frente de Libertação Nacional continuou a ser composto de mulheres, e muitas foram atraídas pela promessa de mudanças no papel das mulheres na sociedade. Após a Guerra do Vietnã e a reunificação do Vietnã, a Madame Định serviu no Comitê Central do Partido Comunista Vietnamita e também se tornou a primeira major-general a servir no Exército Popular do Vietnã. Ela também foi uma das vice-presidentes do Conselho de Estado de 1987 até sua morte, em 26 de agosto de 1992. Junto com Madame Nguyễn Thị Bình, ela é uma das duas líderes comunistas vietnamitas mais proeminentes.
Com inúmeras contribuições importantes à Pátria e ao povo, ela foi condecorada pelo Estado com a Medalha Ho Chi Minh, a Medalha de Proeza Militar de Primeira Classe e muitas outras condecorações nobres. Em 1968, recebeu o Prêmio Lenin da Paz. Em 30 de agosto de 1995, foi condecorada postumamente com o título de Heroína das Forças Armadas Populares.
Suas memórias foram traduzidas e publicadas pela Cornell University Press em 1976. Định foi entrevistada por Stanley Karnow para o documentário Vietnam: A Television History. Ela contribuiu com a peça "O exército de tranças" para a antologia de 1984 Sisterhood Is Global: The International Women's Movement Anthology, editada por Robin Morgan.

## Galeria

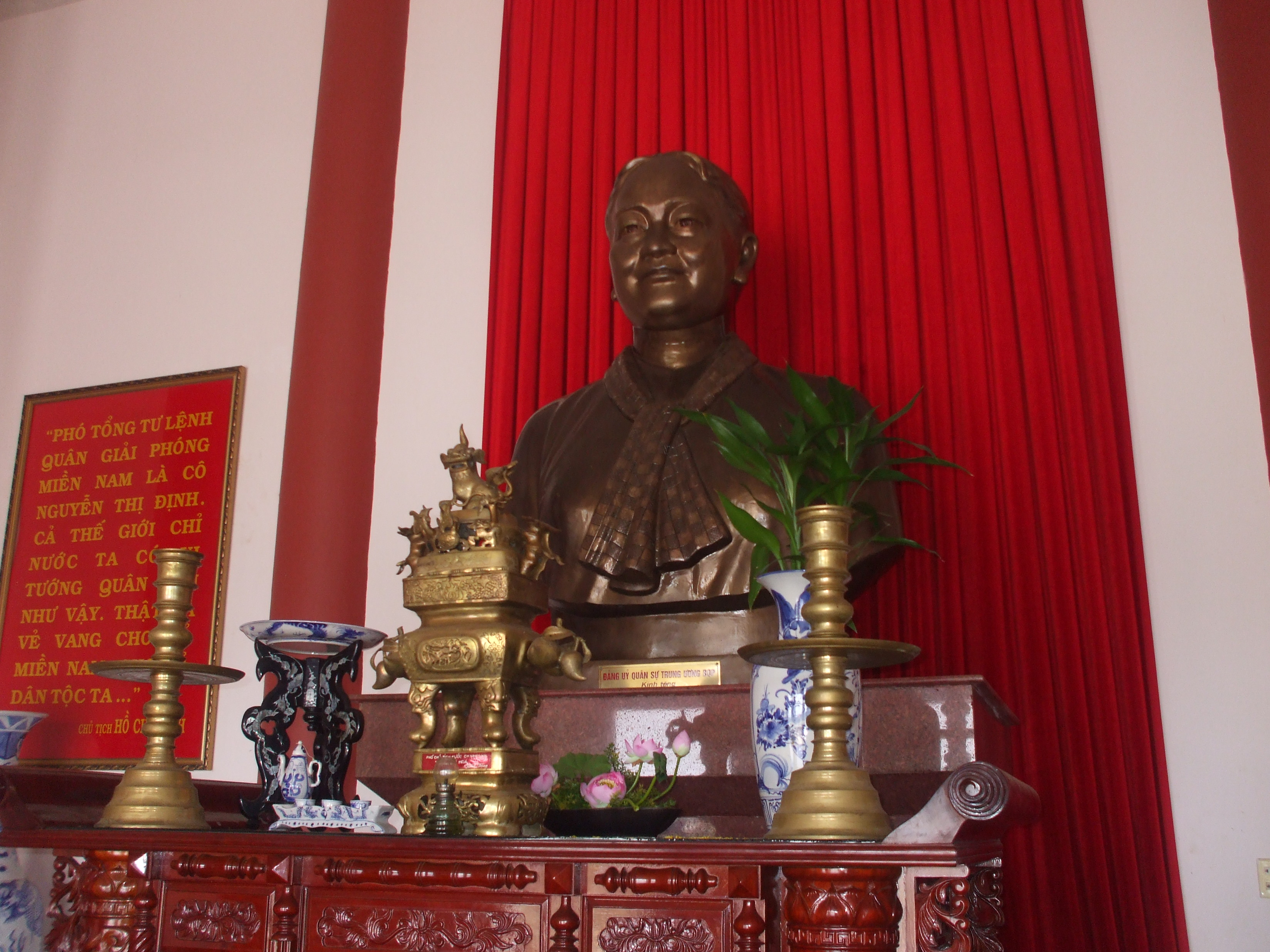
Memorial de Nguyen Thi Dinh.
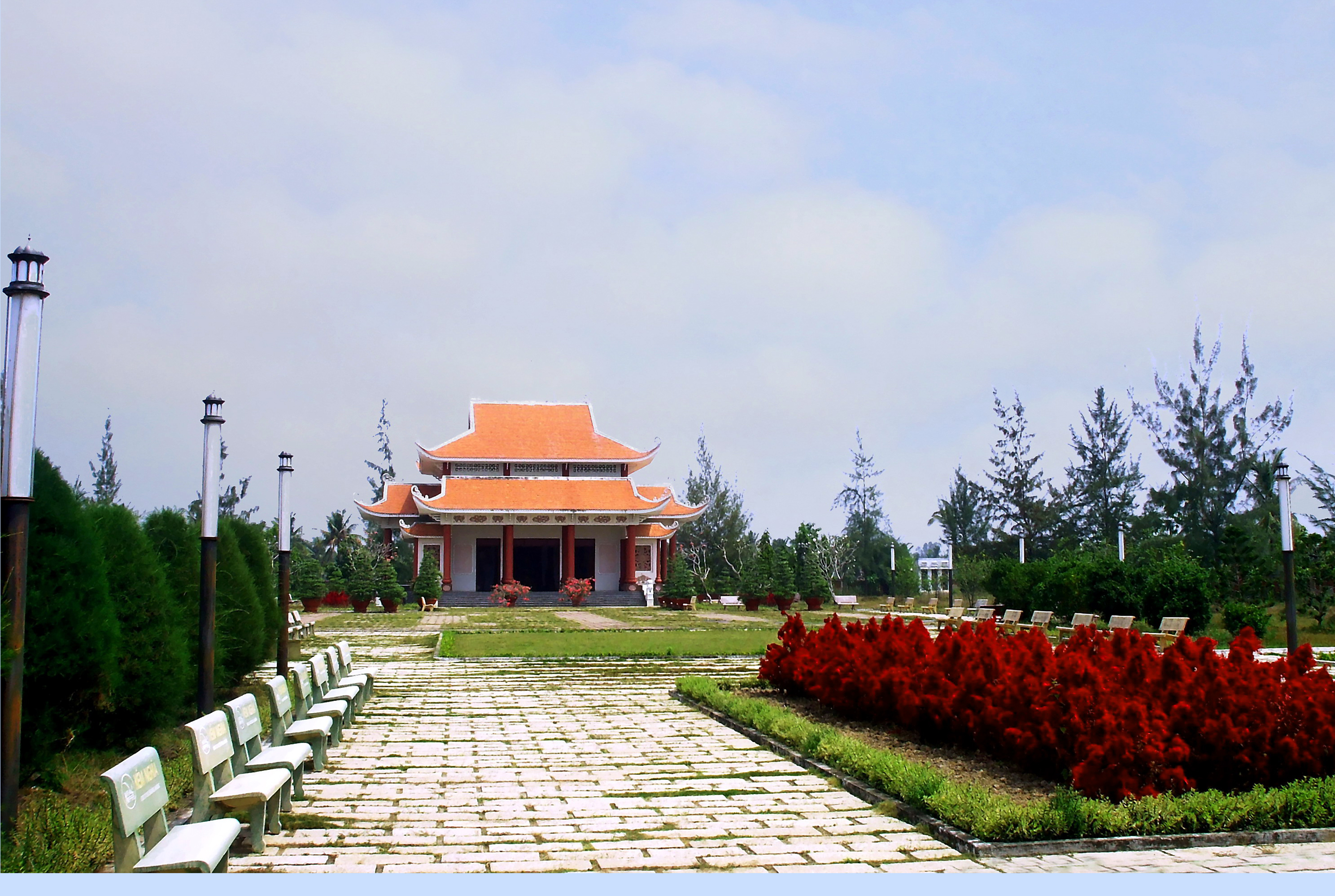
Templo memorial para Nguyen Thi Dinh.